# Latour (Suriname)
Latour è un distretto (ressort) del Suriname di 26.148 abitanti che fa parte di Paramaribo.